# Lahnau
Lahnau è un comune di 8 284 abitanti dell'Assia, in Germania.

Appartiene al distretto governativo (Regierungsbezirk) di Gießen e al circondario di Lahn-Dill (targa LDK).

## Storia
Il comune di Lahnau fu formato il 1º agosto 1979 dallo scioglimento dell'effimera città di Lahn (creata nel 1977); il territorio di Lahnau corrispondeva all'ex distretto urbano di Lahntal, composto dai centri abitati di Dorlar (comune indipendente fino al 1972 e quindi frazione di Wetzlar), Atzbach e Waldgirmes (già comuni indipendenti).

## Geografia antropica

### Suddivisioni amministrative
Il territorio comunale comprende 3 centri abitati (Ortsteil):
- Atzbach
- Dorlar
- Waldgirmes